# App Note
Note è l'app sviluppata da Apple Inc. presente nei sistemi operativi iOS e iPadOS per i dispositivi iPhone e iPad.
Il software permette di scrivere, modificare e salvare liberamente gli appunti degli utenti. I risultati restituiti sono personalizzati.

## Storia
Note è stata originariamente distribuita come applicazione per iOS, resa disponibile tramite il negozio virtuale App Store. Successivamente è stata implementata di serie anche per iPadOS.
L'app si integra molto bene con altre app sviluppate da Apple, come per esempio l'app File (per la gestione dei files) e l'app Mail (per la gestione della posta elettronica).

## Funzionalità
Le funzionalità dell'app Note sono via via cresciute di numero, e nel 2022 comprendono anche un utilissimo scanner per documenti, testi e l'aggiunta di una firma ai file PDF.